# Noe (film, 2014)
Noe (v anglickém originále Noah) je americký film režiséra Darrena Aronofskyho z roku 2014. Film je velice volně inspirován biblickým příběh; hlavním zdrojem filmu byla inspirace kanadským komiksem.

## Děj filmu a rozpory vůči zprávě z bible
Příběh filmu Noe se původní zprávou z biblické knihy Genesis pouze volně inspiruje. Zdůvodňuje to tím, že scénář nevychází z textu Bible, ale z jedné komiksové verze příběhu. Diváci nicméně při návštěvě kina očekávají klasický příběh dobra (Noe) a zla (padlí andělé a předpotopní svět), což může vzbuzovat kontroverze.
Mezi problematická pojetí filmu (při srovnání s původní biblickou zprávou) patří mimo jiné:
- Film je prostoupen řadou nebiblických mystických atributů (zázračný Metuzalémův meč apod.).
- Noe ve filmu nedostává pokyny skrze hlas Stvořitele, ale prostřednictvím nejasných snů.
- Ve filmu má předpotopní společnost o archu zájem. Podle zprávy z Bible předpotopní společnost Noemem i archou opovrhovala.
- Ve filmu archu pomáhají stavět padlí andělé. Podle zprávy z Bible byli tito démoni naopak jednou z příčin úpadku a násilí na světě. Archu stavěl pouze Noe a jeho tři synové.
- Během plavby archy se u filmového Noema projevují psychopatické rysy, čímž ve filmu definitivně ztrácí charakter jednoznačně kladné postavy.
- Biblickou potopu přežilo osm dospělých osob (Noe, jeho tři synové a jejich manželky), ve filmu je počet dodržen, ale polovina přeživších jsou děti.[3]

## Obsazení
| Emma Watsonová    | Ila        |
| Jennifer Connelly | Naameh     |
| Logan Lerman      | Chám       |
| Russell Crowe     | Noe        |
| Anthony Hopkins   | Metuzalém  |
| Douglas Booth     | Šém        |
| Kevin Durand      | Og         |
| Ray Winstone      | Tubal Cain |
| Marton Csokas     | Lamech     |
| Sami Gayle        | Sami       |
| Dakota Goyo       | mladý Noe  |
| Nick Nolte        | Samyaza    |
| Barry Sloane      | velitel    |
| Mark Margolis     | Magog      |
| Frank Langella    | Azazel     |

## Místa natáčení
Film byl natáčen na osmi místech, kromě míst v USA také na Islandu a v Mexiku.

## Zajímavosti
Film ještě neměl oficiální premiéru a již byl zakázán v několika islámských zemích, neboť zobrazuje Noema ve stavu opilosti a nahého. Káhirská Univerzita al-Azhar na film vyhlásila fatvu, tj. nábožensko-právní prohlášení, že muslimové by neměli film zhlédnout, neboť haní jejich náboženství.